# Mihaela Nunu

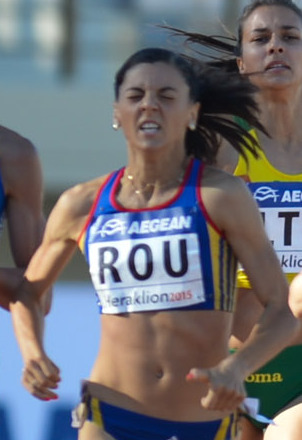
La CE pe echipe din 2015

Mihaela Roxana Nunu (n. 10 mai 1989) este o atletă română, specializată în probele de 400 m și 800 m.

## Carieră
Sportiva este multiplă campioană națională și balcanică în probele de 800 m, 4x100 m și 4x400 m. A participat la Campionatul Mondial de Juniori din 2008 și la Campionatul European de Tineret din 2009.
În anul 2011 a participat pentru prima dată la Campionatul European în sală de seniori. La Paris s-a clasat pe locul 12 la 800 m. În același an a ocupat locul 5 la Campionatul European de Tineret de la Ostrava la ștafeta de 4×400 m împreună cu Paula Băduleț, Andreea Ionescu și Mirela Lavric.
La Ștafetele Mondiale de la Nassau din 2014 ea s-a clasat pe locul 6 cu echipa României (Adelina Tănăsie, Claudia Bobocea, Florina Pierdevară) la 4x800 m. Tot în 2014 a participat la Campionatul European de la Zürich. La Jocurile Mondiale Militare din 2015 a ocupat locul 6 la 800 m.

## Realizări
| An   | Competiție                               | Locație                  | Loc | Eveniment | Note    |
| ---- | ---------------------------------------- | ------------------------ | --- | --------- | ------- |
| 2008 | Campionatul Mondial de Juniori (sub 20)  | Bydgoszcz, Polonia       | 27  | 400 m     | 56,01   |
| 2008 | Campionatul Mondial de Juniori (sub 20)  | Bydgoszcz, Polonia       | 11  | 4x400 m   | 3:41,39 |
| 2009 | Campionatul European de Tineret (sub 23) | Kaunas, Lituania         | 25  | 400 m     | 57,75   |
| 2009 | Campionatul European de Tineret (sub 23) | Kaunas, Lituania         | 8   | 4x400 m   | 3:38,43 |
| 2011 | Campionatul European în sală             | Paris, Franța            | 12  | 800 m     | 2:06,67 |
| 2011 | Campionatul European de Tineret (sub 23) | Ostrava, Cehia           | 12  | 800 m     | 2:07,49 |
| 2011 | Campionatul European de Tineret (sub 23) | Ostrava, Cehia           | 5   | 4x400 m   | 3:36,76 |
| 2014 | Ștafetele Mondiale                       | Nassau, Bahamas          | 6   | 4x800 m   | 8:23,12 |
| 2014 | Campionatul European                     | Zürich, Elveția          | 18  | 800 m     | 2:09,56 |
| 2014 | Campionatul European                     | Zürich, Elveția          | 9   | 4x400 m   | 3:33,84 |
| 2015 | Jocurile Mondiale Militare               | Mungyeong, Coreea de Sud | 6   | 800 m     | 2:06,40 |

## Recorduri personale
| Probă         | Performanță | Dată              | Locație   |
| ------------- | ----------- | ----------------- | --------- |
| 400 m         | 54,52       | 20 mai 2011       | București |
| 800 m         | 2:02,57     | 11 mai 2014       | București |
| 400 m în sală | 55,34       | 18 februarie 2011 | București |
| 800 m în sală | 2:04,19     | 22 februarie 2014 | Istanbul  |

## Legături externe
Materiale media legate de Mihaela Nunu la Wikimedia Commons
- en Mihaela Nunu la World Athletics
- en  Mihaela Nunu la athleticspodium.com